# Орден «Труд»
Орден «Труд» (азерб. "Əmək" ordeni) — орден Азербайджанской Республики. Учреждён Указом Президента Азербайджана от 29 ноября 2016 года.

## Статут ордена
Орденом «Труд» награждаются за многолетний плодотворный труд в промышленной, сельскохозяйственной, строительной, транспортной, торговой и других сферах; выдающиеся трудовые достижения в сфере науки, образования, здравоохранения, культуры, физического воспитания, спорта и в других сферах; за высокие показатели в производстве сельскохозяйственной продукции, продолжительное результативное применение в производстве новой техники, технологий, передового опыта, изобретений и рационализаторских предложений.
Высшей степенью ордена «Труд» является первая степень.
Орден носится на левой стороне груди, при наличии других орденов — после ордена «За службу Отечеству».

## Описание ордена
Знак ордена имеет общий дизайн для всех степеней и представляет из себя замкнутый в круг полумесяц рогами вверх с вписанной в него восьмиконечной звездой, покрытой геометрическим узором. На полумесяц нанесена надпись «ƏMƏK» («Труд»). Реверс знака гладкий. В центре восьмиконечной звезды нанесён порядковый номер. Знак при помощи кольца крепится к прямоугольной металлической колодке, обтянутой орденской лентой цветов государственного флага.
Изготавливается из позолоченного серебра (для 1-й степени), из серебра (для 2-й степени), из бронзы (для 3-й степени). 
Символом ордена является орденская планка, обтянутая орденской лентой, с металлической накладкой в виде восьмиконечной звезды металла, соответствующего степени ордена.

## Награждённые орденом

### I степень
- Азиев Октай Абиль оглы — строитель, село Джоджук Марджанлы Джебраильского района (13.06.2017)
- Юсуф-заде Хошбахт Баги оглы — первый вице-президент Государственной нефтяной компании Азербайджана (19.09.2017)
- Гусейнова Фатьма Рза кызы — хлопковод, село Каратепе Сабирабадского района. Герой Социалистического Труда. (21.12.2017)
- Исмаилов Тофик Байрам оглы — хлопковод, село Ени Карадолак Агджабединского района (21.12.2017)
- Мусаев Фазиль Гусейн оглы — директор сельскохозяйственного кооператива «Агджабеди-Инновация» (21.12.2017)
- Салахов Таир Теймур оглы — художник, народный художник СССР, Герой Социалистического Труда (28.11.2018)
- Ализаде, Акиф Агамехти оглы — азербайджанский геолог, бывший  президент Национальной академии наук Азербайджана (НАНА)[3].
- Ахмедзаде, Ахмед Джума оглу — председатель ОАО "Мелиорация и водное хозяйство"[4].
- Мамедова, Шафига Гашим кызы — актриса театра и кино. Депутат Милли Меджлиса Азербайджана (29.03.2020)
- Эльдаров, Омар Гасан оглы — советский азербайджанский скульптор-монументалист, ректор Азербайджанской государственной академии художеств (20.12.2022)[5].
- Анар — советский и азербайджанский писатель, режиссёр и сценарист, общественный деятель, Народный писатель Азербайджана (15 марта 2023 года)[6].

### II степень
- Касимов Сулейман Меграли оглы — вице-президент Государственной нефтяной компании Азербайджана (07.11.2017)
- Мамедов Халик Рафи оглы — вице-президент Государственной нефтяной компании Азербайджана (07.11.2017)
- Аббасов Исраил Исмаил оглы — шелковод, село Меликли Зардабского района (21.12.2017)
- Агаев Фаик Багман оглы — хлебороб, село Дуденга Шарурского района (21.12.2017)
- Бабаев Рамиль Назим оглы — хлебороб, село Хындрыстан Агдамского района (21.12.2017)
- Джаббаров Сырагаддин Наджаф оглы — глава Исполнительной Власти Саатлинского района (21.12.2017)
- Джалилов Мардан Худакули оглы — рисовод, село Сарван Сальянского района (21.12.2017)
- Алиев Дунямалы Алиф оглы — работник сельского хозяйства, Имишлинский район (21.12.2017)
- Алиев Нураддин Сафар оглы — работник сельского хозяйства (21.12.2017)
- Азизов Агагусейн Гасаналы оглы — работник сельского хозяйства, село Шахлыг Уджарского района (21.12.2017)
- Гаджиев Алигусейн Хангусейн оглы — хлопковод, село Боят Нефтечалинского район (21.12.2017)
- Видади Исаев — глава Исполнительной Власти Бардинского района (21.12.2017)
- Кулиев Джовлет Мазаир оглы — работник сельского хозяйства (21.12.2017)
- Мехтиев Эльхан Халил оглы — работник сельского хозяйства (21.12.2017)
- Мамедов Мустагим Саяд оглы — глава Исполнительной Власти Тертерского района (21.12.2017)
- Мамедов Вугар Имамверди оглы — работник сельского хозяйства (21.12.2017)
- Расулов Низами Абдулла оглы — директор Астаринской чайной фабрики № 2 (21.12.2017)
- Ахмедов Таги Мамед оглы — начальник аппарата Ясамальской районной организации партии «Новый Азербайджан», бывший директор Бакинского метрополитена (03.02.2018)
- Велиев Эльдар Рустам оглы — директор Бакинского машиностроительного завода производственного объединения «Азнефтехиммаш» (23.06.2018)

### III степень
- Амиров Наиль Наур оглы — главный инженер Бакинского нефтеперерабатывающего завода имени Гейдара Алиева (19.09.2017)
- Мовсумов Фахраддин Гадулла оглы — заместитель начальника Военизированной горноспасательной части по борьбе с фонтанами (19.09.2017)
- Аббасов Кямал Фархад оглы — ответственный по экспорту газа Государственной нефтяной компании Азербайджана (07.11.2017)
- Агамогланов Фархад Гаджиага оглы — начальник Управления разведочного бурения с плавучих установок (07.11.2017)
- Эфендиев Эльдар Муса оглы — главный энергетик Нефтегазодобывающего управления «Нефтяные камни» (07.11.2017)
- Алиев Аллахверди Исаг оглы — работник нефтяной промышленности (07.11.2017)
- Азизов Низами Авез оглы — инженер Государственной нефтяной компании Азербайджана (07.11.2017)
- Фейзуллаев Акпер Акпер оглы — доктор геолого-минералогических наук, действительный член Национальной Академии Наук Азербайджана (07.11.2017)
- Искендеров Дашкын Алям оглы — генеральный директор производственного объединения «Азнефть» (07.11.2017)
- Кадымов Гюндюз Рагим оглы — главный механик танкера «Генерал Шихлинский» Азербайджанского каспийского морского пароходства (07.11.2017)
- Мамедов Агил Наджафали оглы — начальник Военизированной горноспасательной части по борьбе с фонтанами (07.11.2017)
- Мусаев Аслан Аждар оглы — заслуженный инженер Азербайджана (07.11.2017)
- Ширали Искендер Якуб оглы — начальник треста Комплексных буровых работ Государственной нефтяной компании Азербайджана (07.11.2017)
- Велиев Назим Аслан оглы — начальник Отдела науки и техники, председатель профсоюзного комитета Государственной нефтяной компании Азербайджана (07.11.2017)
- Гянджалыев Афсаладдин Сафихан оглы — главный инженер «Демирйолсервис» (13.11.2017)
- Новрузов Заман Мидагат оглы — заместитель председателя «Азербайджанских железных дорог» (13.11.2017)
- Теймурова Пэрванэ Лазым кызы — работник железных дорог (13.11.2017)
- Агасиев Чингиз Сабир оглы — работник сельского хозяйства, Кабалинский район (21.12.2017)
- Мамедов Бахтияр Ширмамед оглы — работник сельского хозяйства (21.12.2017)
- Новрузов Санан Нариман оглы — хлебороб, Джульфинский район (21.12.2017)
- Садыгов Этибар Довлет оглы — чаевод, Масаллинский район (21.12.2017)
- Шахмалыев Тельман Шахмалы оглы — работник сельского хозяйства (21.12.2017)
- Зейналов Наби Мухтар оглы — работник сельского хозяйства (21.12.2017)
- Аббасов Айдын Тапдых оглы — начальник департамента техпроизводства «Азерсу» (04.06.2018)
- Асланов Рафик Сабир оглы — заместитель председателя «Азмелсутэсэррюфат» (04.06.2018)
- Кенгерли Багадур Асиф оглы — начальник департамента техники «Азерсу» (04.06.2018)
- Кулиев Мамедсадык Зулькорней оглы — первый заместитель председателя «Азмелсутэсэррюфат» (04.06.2018)
- Кулиев Закир Бейбала оглы — заместитель председателя «Азмелсутэсэррюфат» (04.06.2018)
- Мамедов Этибар Керим оглы — заместитель председателя «Азерсу» (04.06.2018)
- Алиев Вагид Загит оглы — заместитель генерального директора Бакинского международного морского торгового порта (23.06.2018)
- Оруджев Князь Осман оглы — работник морского транспорта (23.06.2018)
- Тришев Николай Иванович — специалист по планировке работ Каспийского морского нефтяного флота (23.06.2018)
- Шихалиев Ильгар Рахман оглы — работник морского транспорта (23.06.2018)
- Велиев Гюльмамед Сейфулла оглы — работник морского транспорта (23.06.2018)